# ستيفان أبادزيف
ستيفان أبادزيف (بالبلغارية: Стефан Абаджиев)‏ مواليد 3 يوليو 1934 في صوفيا، هو لاعب كرة قدم بلغاري دولي سابق كان يلعب في مركز الوسط. سبق له أن لعب في كأس العالم لكرة القدم مع منتخب بلاده في مونديال عام 1966. وشارك في دورة الألعاب الأولمبية الصيفية عام 1960م.

## المسيرة الاحترافية

### أندية لعب لها
- ليفسكي صوفيا

## وصلات خارجية
- ستيفان أبادزيف على موقع الاتحاد الدولي (مؤرشف)  (الإنجليزية)
- ستيفان أبادزيف على موقع قاعدة بيانات كرة القدم.إي يو (الإنجليزية)
- ستيفان أبادزيف على موقع ناشيونال فوتبول تيمز (الإنجليزية)
- ستيفان أبادزيف على موقع عالم كرة القدم.نت (الإنجليزية)
- ستيفان أبادزيف على موقع أوليمبيديا (الإنجليزية)
- Career Statistics at LevskiSofia.info (بالإنجليزية)